# Fidelitella
Fidelitella is een geslacht van uitgestorven kreeftachtigen uit de klasse van de Ostracoda (mosselkreeftjes).

## Soorten
- Fidelitella (Sibiritella) furcata (Kanygin, 1967) Schallreuter & Kanygin, 1992 †
- Fidelitella (Sibiritella) rara (Ivanova, 1955) Schallreuter & Kanygin, 1992 †
- Fidelitella (Sibiritella) simplex (Ivanova, 1955) Kolosnitsyna, 1974 †
- Fidelitella dissimilis (Kanygin, 1971) Ivanova (V. A.), 1979 †
- Fidelitella obliqua Kolosnitsyna, 1974 †
- Fidelitella quadrilobata Kolosnitsyna, 1974 †
- Fidelitella unica (Ivanova, 1955) Ivanova, 1960 †